# Адгандестрій
Адгандестрій (д/н — бл. 30) — король хаттів.

## Життєпис
Про нього відомо замало. «Адгандестрій» — латинізоване ім'я. На думку сучасних дослідників, звався Хадган. Його батьком або іншим родичем міг бути Актумер. Можливо, очолив хаттів близько 10 року невдовзі після іншого вождя — Ерпеля. Тривалий час був союзником Армінія, короля херусків.
Проте після того, як той викрав Туснельду, доньку знатного херуска Сегеста, Адгандестрій образився на Армінія. Причин цьому було декілька: Туснельду вже було обіцяно Адгандестрію, також порушено старовинний звичай шлюбів між знатними херусками і хаттами. Зрештою запропонував римлянам отруїти Армінія, і його лист з цією пропозицією було зачитано в сенаті, але імператор Тіберій відмовився підтримати підступне вбивство бо вважав, що Рим повинен помститися не підступним шляхом, а відкритим шляхом зброї.
Можливо, згодом брав участь у змові проти Армінія, яку 21 року очолив Сегест. Висловлюється думка, що Адгандестрій став одним з призвідників запеклої війни між колишніми союзниками і васалами херусків, внаслідок чого «королівський» рід останніх протягом 20 років було винищено. При цьому хатти захопили частину володінь Армінія.